# Bohdan Sarnavs'kyj
Bohdan Ihorovyč Sarnavs'kyj (in ucraino Богдан Ігорович Сарнавський?; Kiev, 29 gennaio 1995) è un calciatore ucraino, portiere del Lechia Danzica.

## Palmarès

### Club

#### Competizioni nazionali
- Supercoppa d'Ucraina: 3

Šachtar: 2013, 2014, 2015
- Campionato ucraino: 1

Šachtar: 2013-2014
- Coppa d'Ucraina: 1

Šachtar: 2015-2016
- Campionato polacco di seconda divisione: 1

Lechia Danzica: 2023-2024